# Gangtey-Kloster
Koordinaten: 27° 30′ 0″ N, 90° 10′ 0″ O

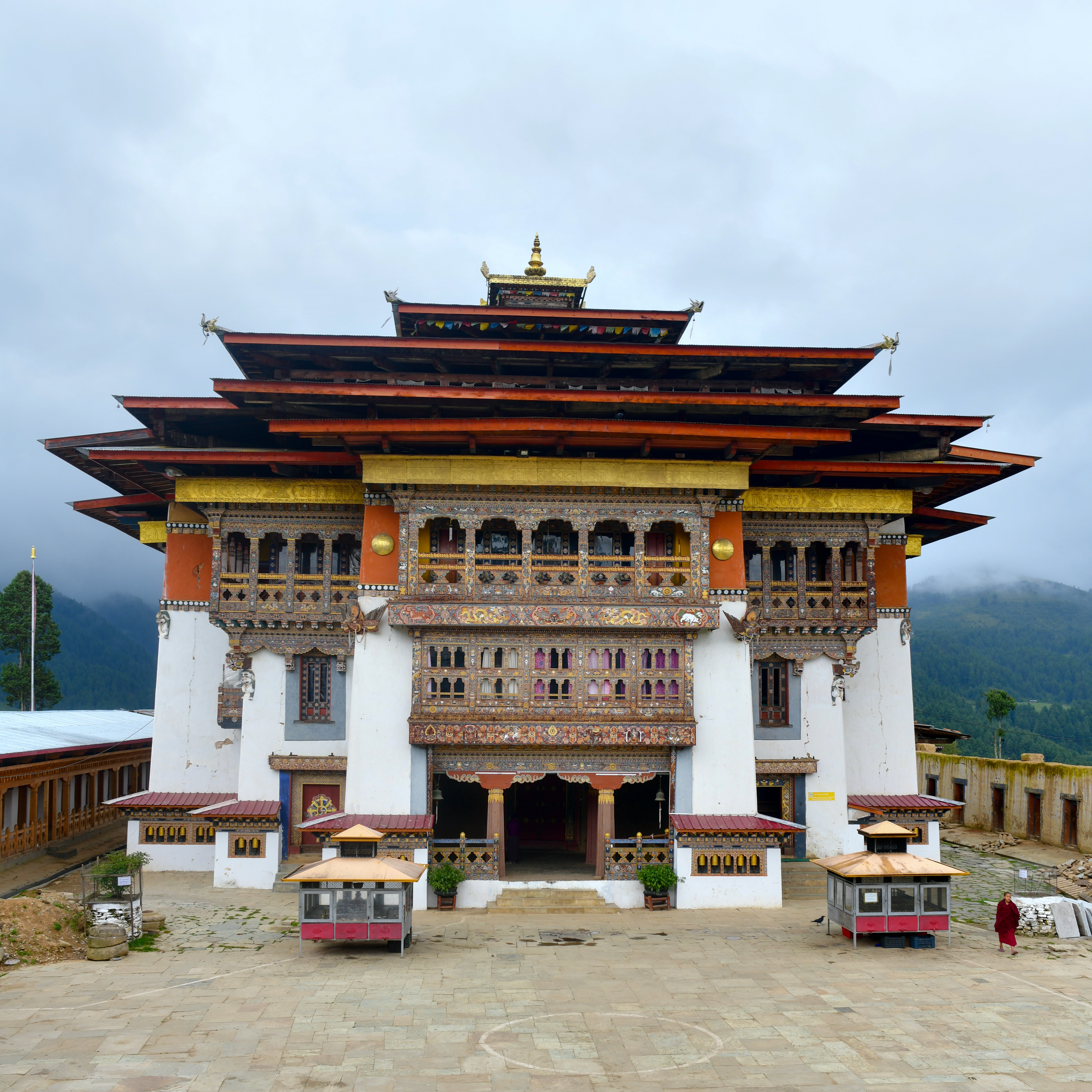
Gangtey-Kloster

Das Gangtey-Kloster, auch bekannt als Gangtey Gönpa, Gangteng Sangngak Chöling (Dzongkha: སྒང་སྟེང་གསང་སྔགས་ཆོས་གླིང་) oder Gangteng-Kloster, ist ein Kloster des Nyingmapa, der Alten Schule der Tibetanischen Buddhismus und Teil der Pema-Lingpa-Tradition. Es liegt im Distrikt Wangdue Phodrang in Bhutan. Das Kloster, das auch durch das umliegende Dorf Gangten bekannt ist, liegt im Phobjikha-Tal. Das Tal mit dem Kloster ist zudem das wichtigste Überwinterungsgebiet der Schwarzhalskraniche. Es heißt, dass die Kraniche bei ihrer Ankunft am 11. November das Kloster dreimal umkreisen und diese Umrundung bei der Rückkehr nach Tibet wiederholen. Die Geschichte des Klosters reicht bis ins frühe 17. Jahrhundert zurück und geht auf eine Prophezeiung zurück, die der Tertön Pema Lingpa im späten 15. Jahrhundert machte.
Das Kloster ist eines der wichtigsten Klöster der Pema-Lingpa-Tradition und der Nyingma-Schule des Buddhismus in Bhutan.

## Geografie
Auf der Westseite des Gangtey-Klosters befinden sich die 5000 Meter hohen Schwarzen Berge. Das Kloster liegt auf einer Anhöhe inmitten des Dorfes Gangten auf einem Berg im Phobjikha Tal. Durch dieses Tal fließt der Fluss Nake Chuu. Die Region um das Kloster wird von Hirten, die als Nomaden leben, bewohnt.
Wangdue Phodrang, die Hauptstadt des gleichnamigen Distrikts, liegt etwa 45 Kilometer vom Kloster entfernt. Bis Thimphu, der Hauptstadt Bhutans, sind es 75 Kilometer.

## Geschichte

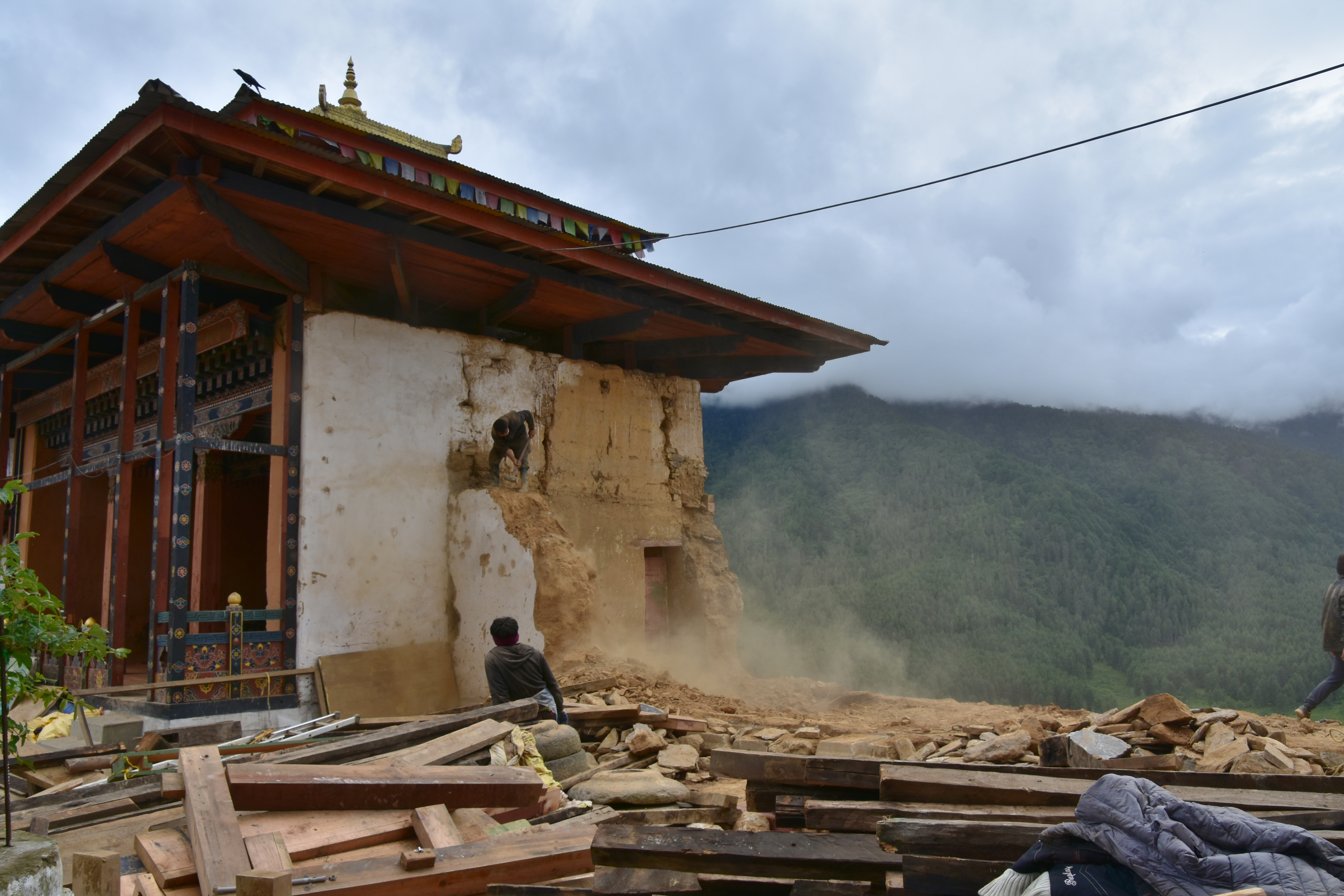
Abriss eines Gebäudes im Innenhof (2018)

Das Gangteng-Kloster wurde 1613 vermutlich von Gyalse Pema Tinley (1564–1642), dem Enkel von Pema Lingpa gegründet.
Das Kloster geht auf die Vajrayana-Ströhmung des Buddhismus des Guru Rinpoche zurück. Einer Legende nach kam Pema Lingpa zu einem Besuch ins Phobjikha-Tal, um den Menschen buddhistische Gebote beizubringen und sie auch zu segnen. Während dieses Besuchs soll er nach einem Blick auf die Berge, die das Tal umgaben, vorausgesagt haben, dass einer seiner Nachkommen auf dem ebenfalls Gangten genannten Gipfel des Berges, ein Kloster errichten würde. Diese Vorhersage erfüllte sich, als sein Enkel 1613 das heutige Kloster errichtete. Gyalse Pema Thinley wurde auch der erste Trülku. Es wurde zunächst als Lhakhang, einem kleinen Dorfkloster, erbaut, das später von seinem Sohn Tenzing Legpai Dhendup (1645–1726) erweitert wurde, der sein Nachfolger als zweiter Trülku wurde. Zu dieser Zeit wurde das Kloster zum Dzong befestigt.
1985 wurde im Kloster ein buddhistisches Meditationszentrum gegründet, um mit Unterstützung der königlichen Regierung von Bhutan den buddhistischen Dharma zu verbreiten. Zu dieser Zeit entstanden auch drei Statuen von Buddha, Guru Rinpoche und Rigdzin Pema Lingpa.
Von 2002 bis 2008 wurde das Kloster unter der Leitung des neunten Trülku, Rigdzin Kunzang Pema Namgyal, vollständig restauriert.
Die Einweihungszeremonie fand am 10. Oktober 2008 statt. Die Zeremonie wurde vom ehemaligen König von Bhutan, Jigme Singye Wangchuck, und der königlichen Familie begangen. Der 10. Oktober 2008 wurde ausgewählt, da er der 11. Tag des 8. Monats des Erde-Ratte-Jahres nach dem bhutanischen Kalender war. Am Tag nach der Weihezeremonie fanden im Kloster die jährlichen Tsechu- und Maskentänze statt. Auch eine Ausstellung traditioneller Kunst und Handwerke war in den nächsten sieben Tagen Teil der Feierlichkeiten.

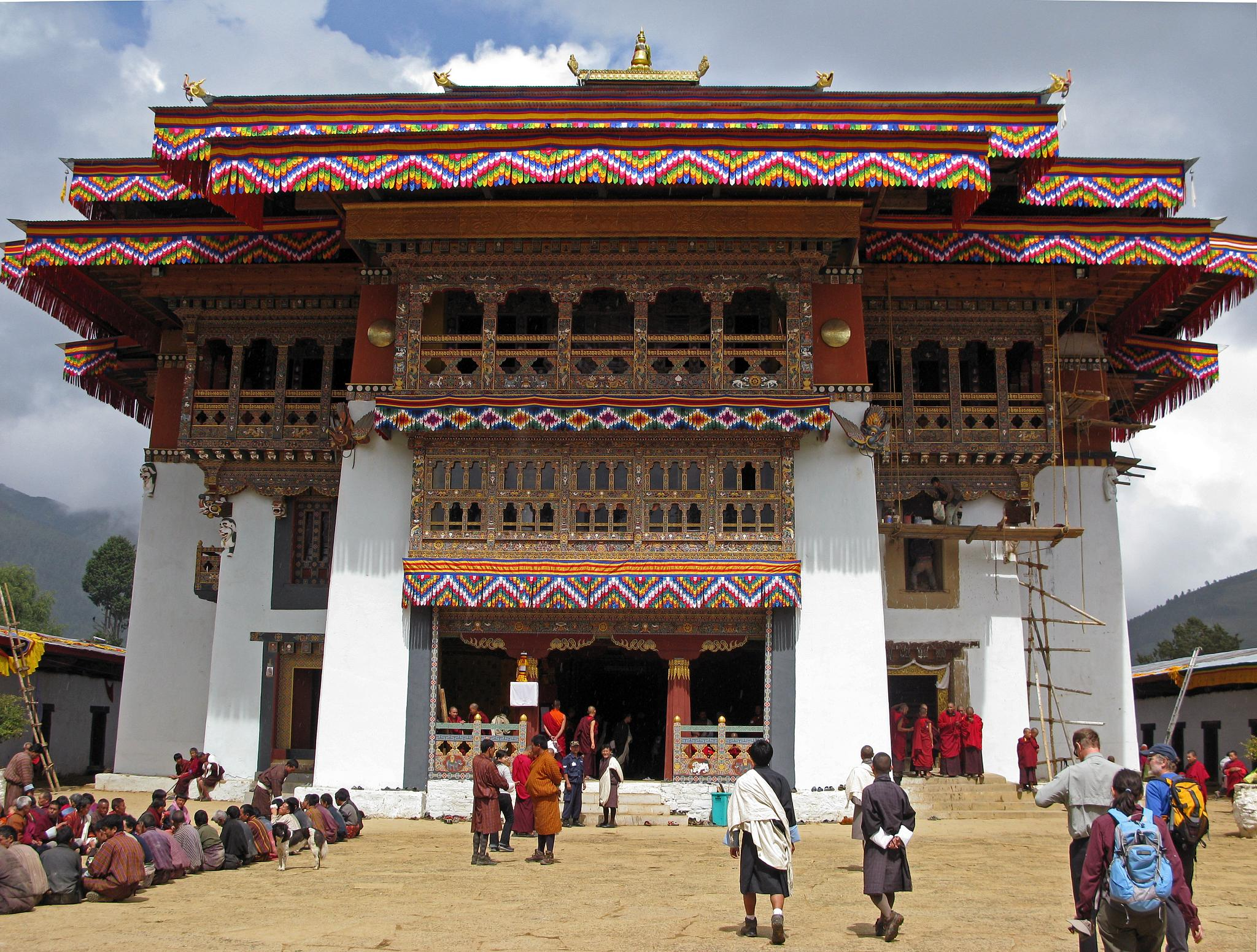
Das Gangtey-Kloster nach der Restaurierung
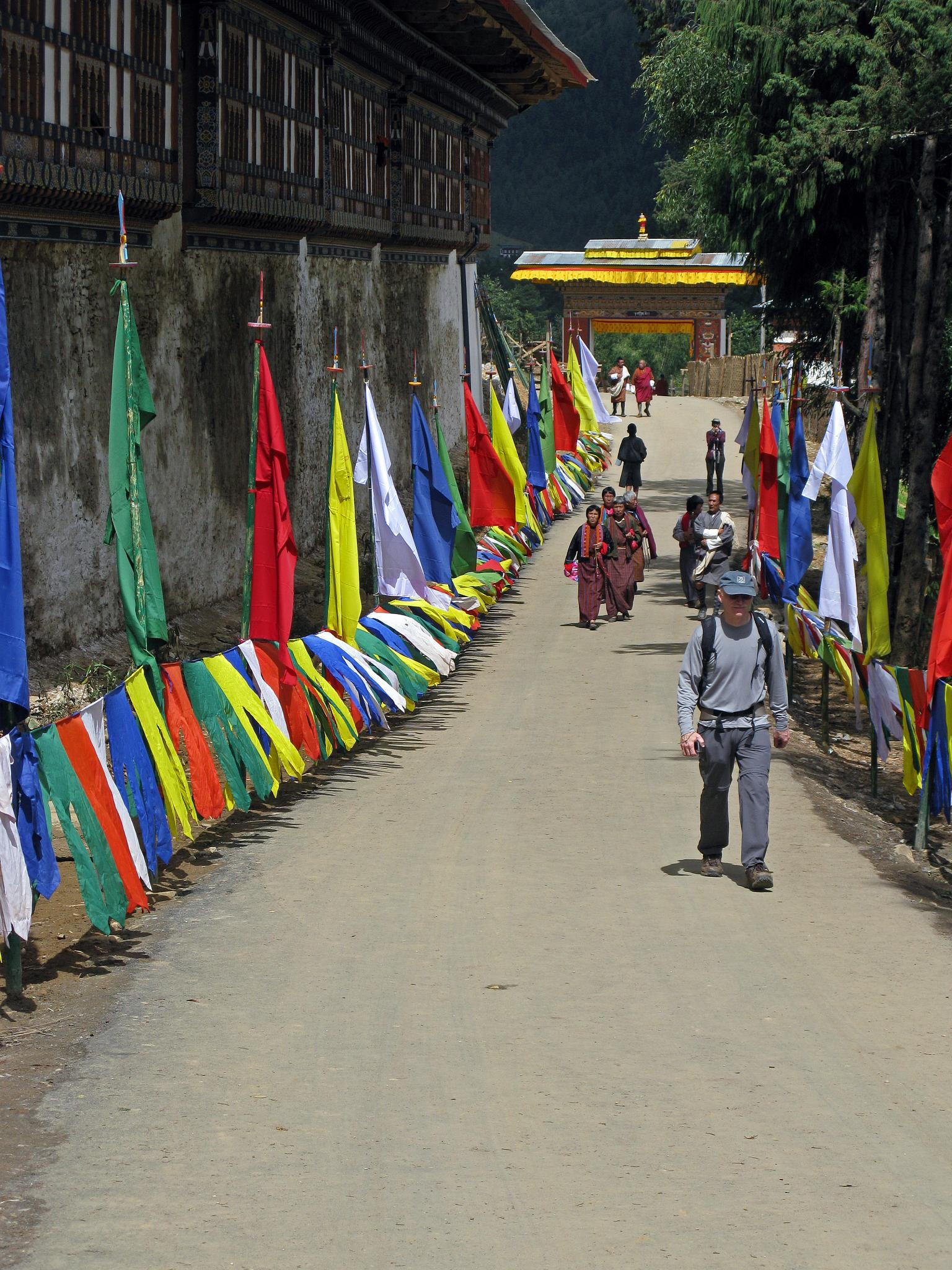
Straße mit bunten Gebetsfahnen zur Eröffnung (2008)
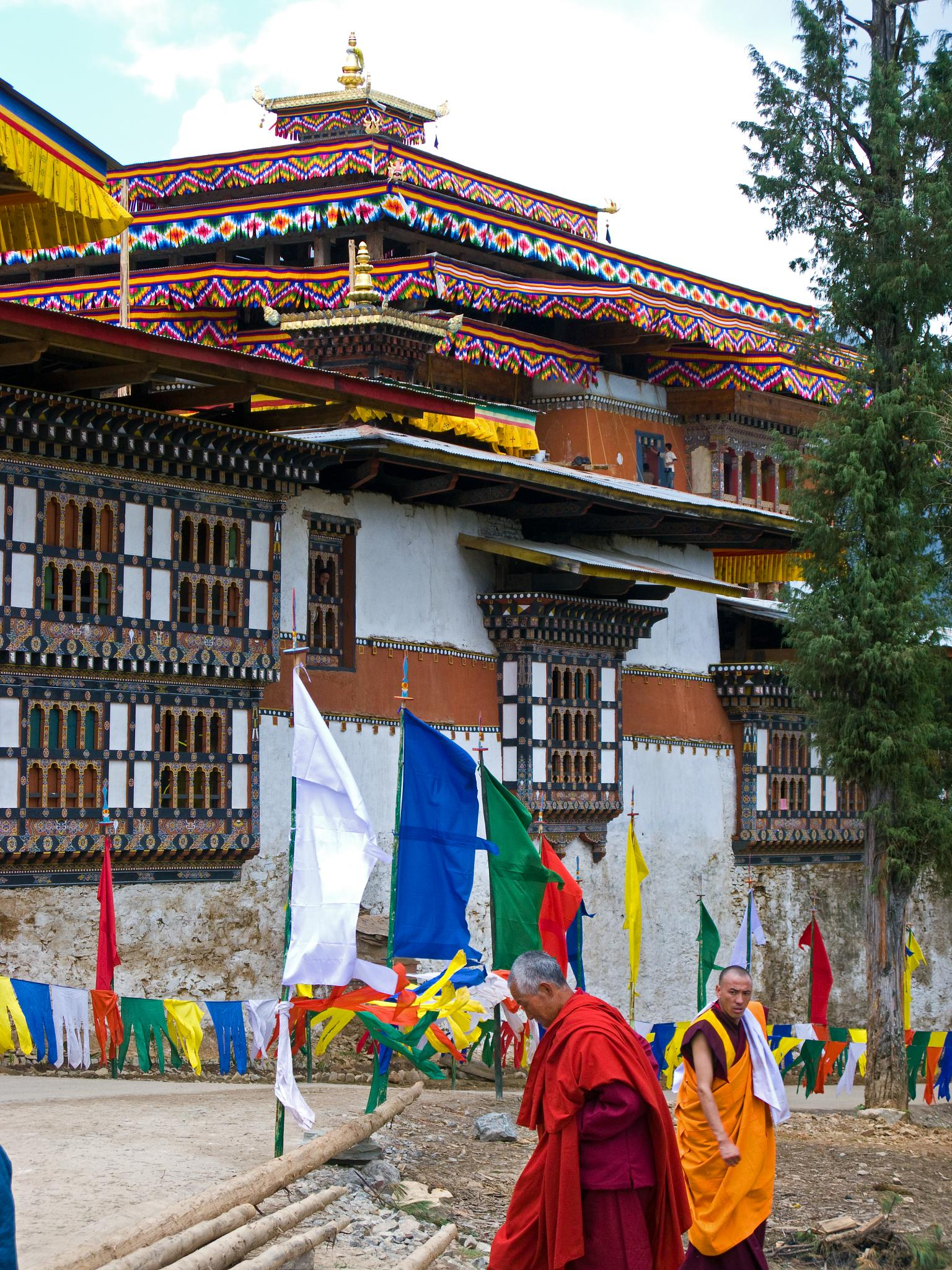
Das Kloster während der Weihezeremonie (2008)

## Beschreibung
Der Bau des ursprünglichen Lakhang wurde mit voller Gemeinschaftsleistung durchgeführt. Die lokalen Materialien wie Holz stammten von den nahegelegenen Waldbäumen, die gefällt, geschnitzt und für den Bau der Säulen, Balken und Fensterumrahmungen verwendet wurden. Mauersteine wurden aus dem Berg gehauen; In diesem Zusammenhang wird auch eine Legende erzählt, dass die örtliche Schutzgottheit namens Delep die Verfügbarkeit von Steinen erleichterte, indem sie auf dem gegenüberliegenden Berg einen Erdrutsch verursachte. Ein Kunstschnitzer des Lhalung-Klosters in Tobet wurde eigens geholt, um das Team lokaler Handwerker zu leiten. Die Bewohner des Dorfes Gangten unterstützten den Bau des Klosters.
Ab dem Jahr 2000 wurde das Kloster einer umfassenden Renovierung unterzogen, die acht Jahre dauerte. Die Restaurierung kostete 700 Millionen bhutanischen Ngultrum. Zuerst wurden die statische Schäden an den Holzbalken und Säulen behoben. Bei der Restaurierung wurde darauf geachtet, dass das Gebäude in seiner Form nicht beeinträchtigt wurde. Die königliche Regierung von Bhutan überwachte die Arbeiten und stellte die notwendige technische und architektonische Unterstützung, einschließlich der Rohstoffe, bereit. Dabei wurden alle Anstrengungen unternommen, um die alten Strukturen, Schnitzereien und Gemälde so weit wie möglich zu erhalten, während 104 neue Säulen von den örtlichen Handwerkern aufwendig gefertigt wurden. Diese Aufgabe wurde auch vom vierten Druk Gyalpo, Jigme Singye Wangchuck unterstützt. Das Kloster wurde mit langlebigen Mineralfarben gestrichen, die vor Ort Dotshoen genannt werden. Das Kloster ist in seiner jetzigen Form ein großer Komplex, bestehend aus dem zentralen Gönpa, umgeben von Wohnräumen der Mönche, Meditationshallen und einem Gästehaus. Die Anlage beherbergt auch eine Schule für die Mönche.

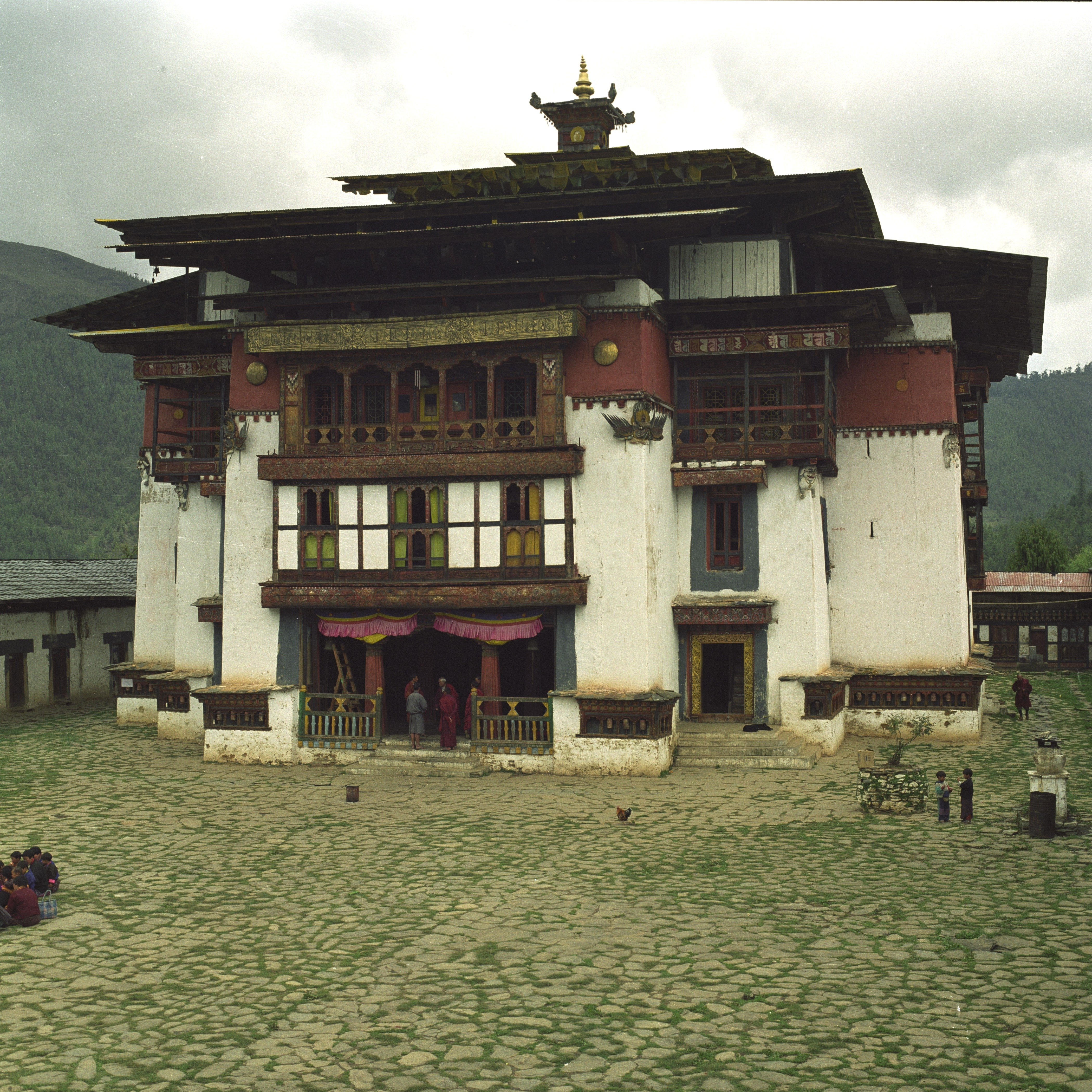
Das Gangtey-Kloster vor der Restaurierung (2001)
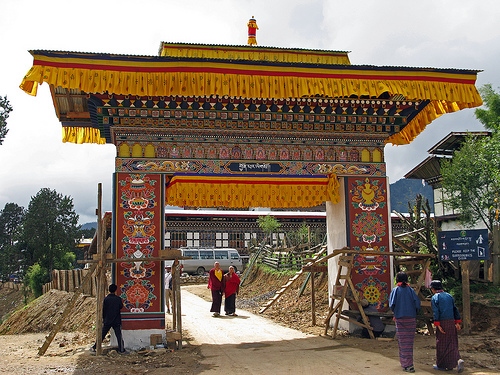
Eingangstor zum Gangtey-Kloster nach der Restaurierung
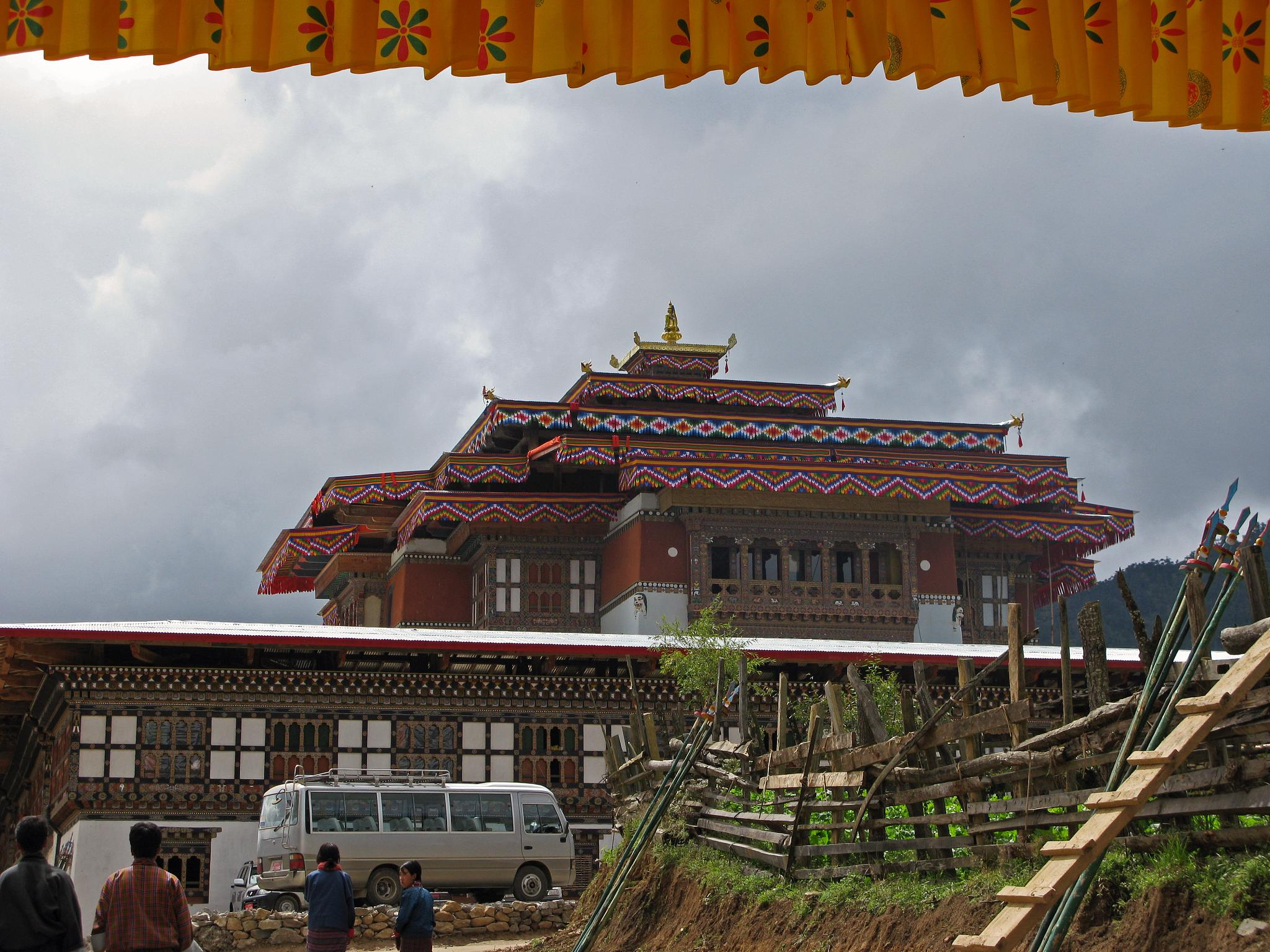
Blick auf das Kloster von der Straße ausgesehen
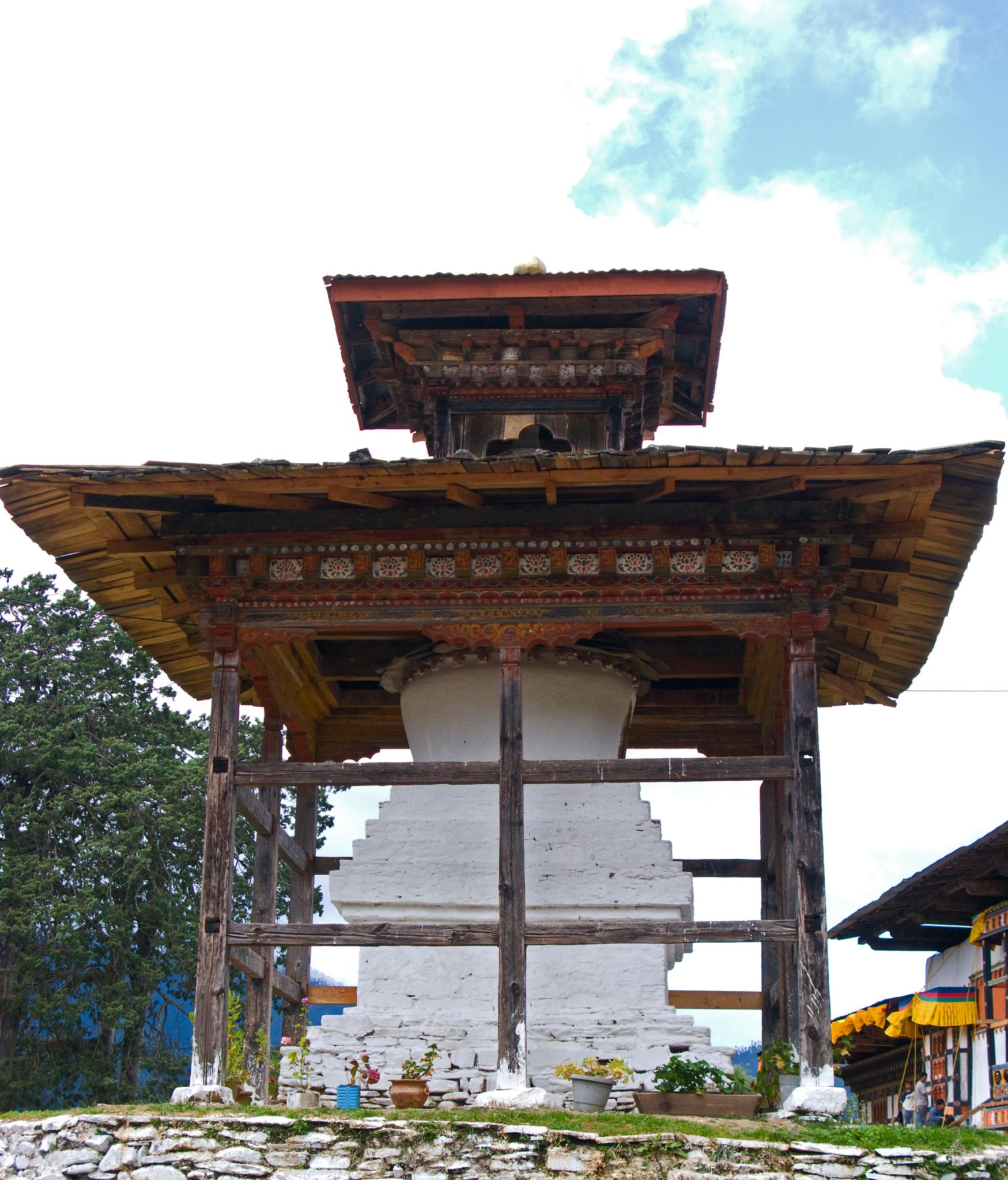
Ein Chörten auf dem Gelände des Klosterkomplexes

Der Klosterkomplex besteht aus fünf Tempeln, die den zentralen Hauptturm umgeben. Die Haupthalle des Klosters, Tshokhang genannt, besteht aus acht großen Holzsäulen. Bei der Restaurierung wurden zahlreiche Holzschnitzereien, deren Zustand sich verschlechtert hatte, ersetzt. Ebenso wurden einige der Gemälde und Fresken im Inneren des Klosters erneuert. Das Kloster wird heute von etwa 100 Laienmönchen geführt.
Bei den Arbeiten schnitzten die Mönche 15 Meter lange Holzbalken mit Motiven bestehend aus dem Holz der Tränen-Kiefer, die von Hand bearbeitet wurde. Bei den Arbeiten wurde auch das alte Tor zum Kloster erneuert.
Das Kloster und das Phobjika-Tal sind in den Wintermonaten Januar und Februar unter einer Schneedecke bedeckt, wenn alle etwa 4.500 Bewohner des Tals vorübergehend nach Wangdue Phodrong ziehen.
Im Inneren der Gebäude des Klosters befinden sich viele farbige Fresken. Auf den Fresken spielen die vier Himmelsrichtungen des Klosters sowie die Kultur eine wichtige Rolle. Das Gebiet um das Kloster ist mit Bäumen bewaldet. In allen vier Himmelsrichtungen befinden sich wichtige buddhistische Stätten. Das sind: im Osten – der Gayney Lhakhang in Bumthang, im Süden – der Moenyul Namkha Dzong, im Westen – das Taktshang-Kloster, und im Norden – Namthang Lu Gi Phu, die Meditationshöhle von Guru Rinpoche. Das Kloster befindet sich auf einer Anhöhe am höchsten Punkt des Dorfes Gangten. Um das Kloster herum befinden sich neun Berggipfeln. Das Gangtey-Kloster hat einen rechteckigen Grundriss. Die Anlage hat insgesamt drei Eingänge und 108 Türen und Fenster.
Die Wohnräume der Mönche befinden sich auf allen vier Seiten des Innenhofes. Das Kloster verfügt außerdem über eine einzigartige Sammlung von Waffen und Waffen sowie Ritualutensilien.

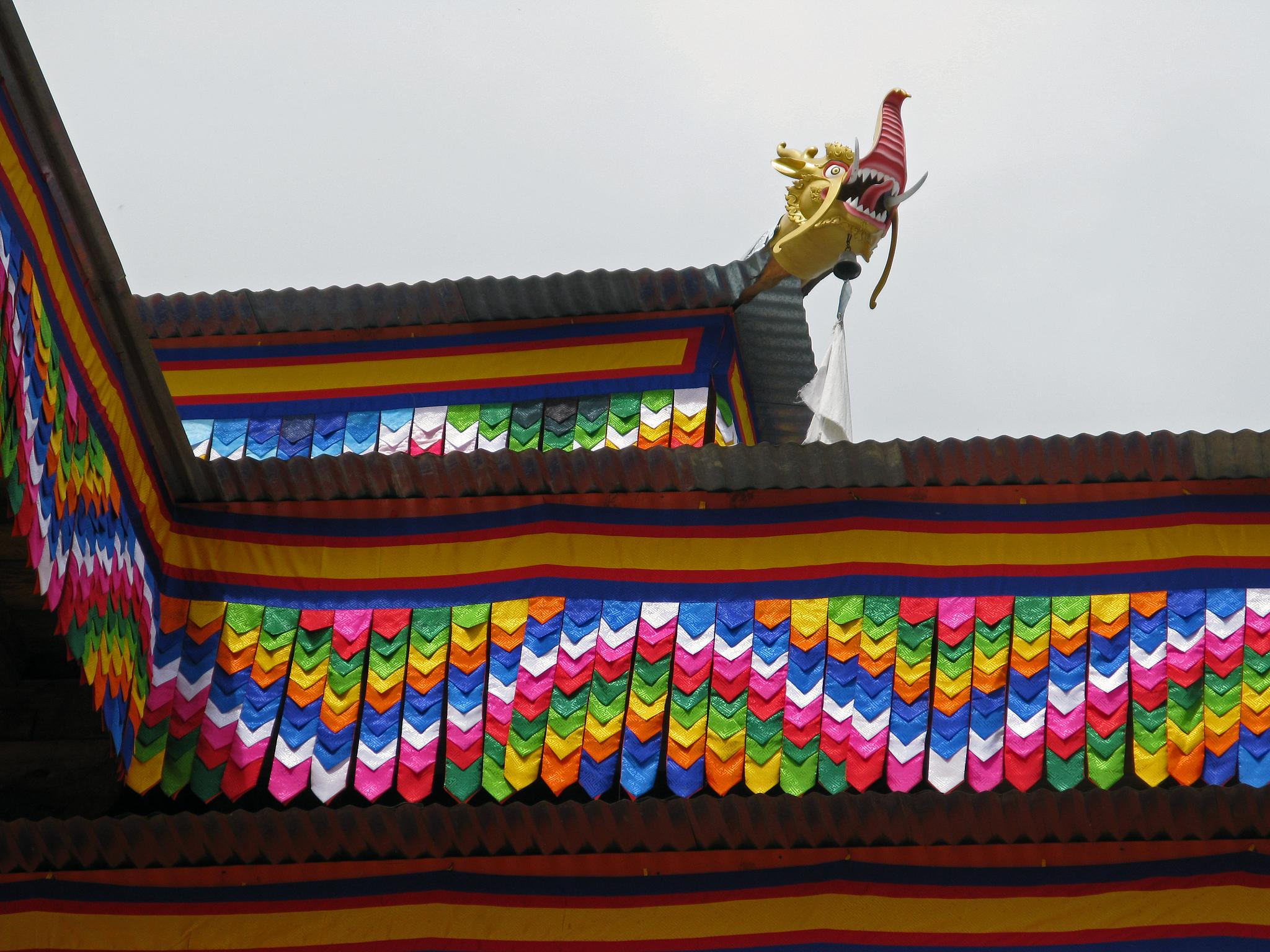
Das Dach des Klosters
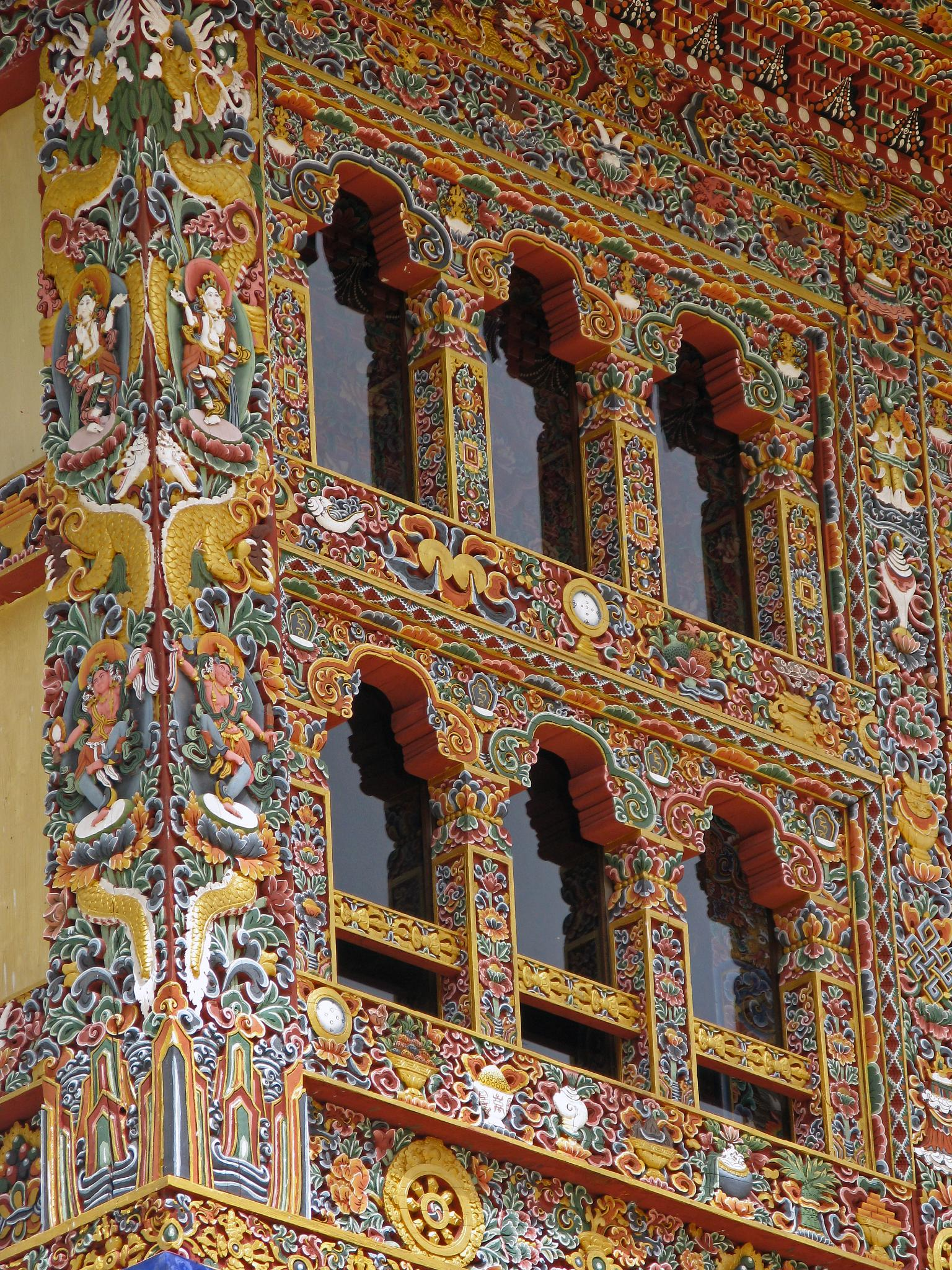
Fassade der Gebetshalle
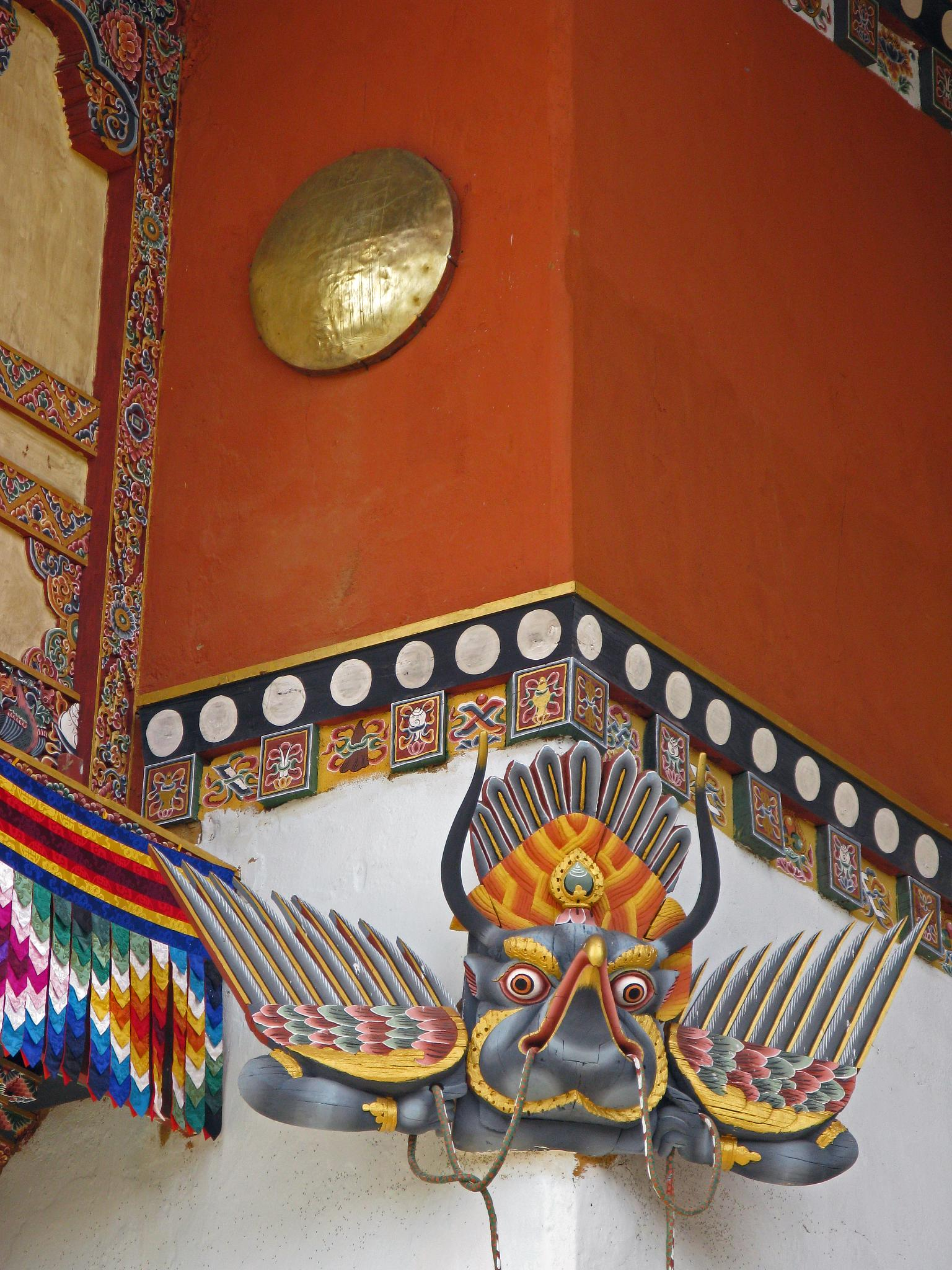
Außenfassade mit Garuda im renovierten Gangtey-Kloster
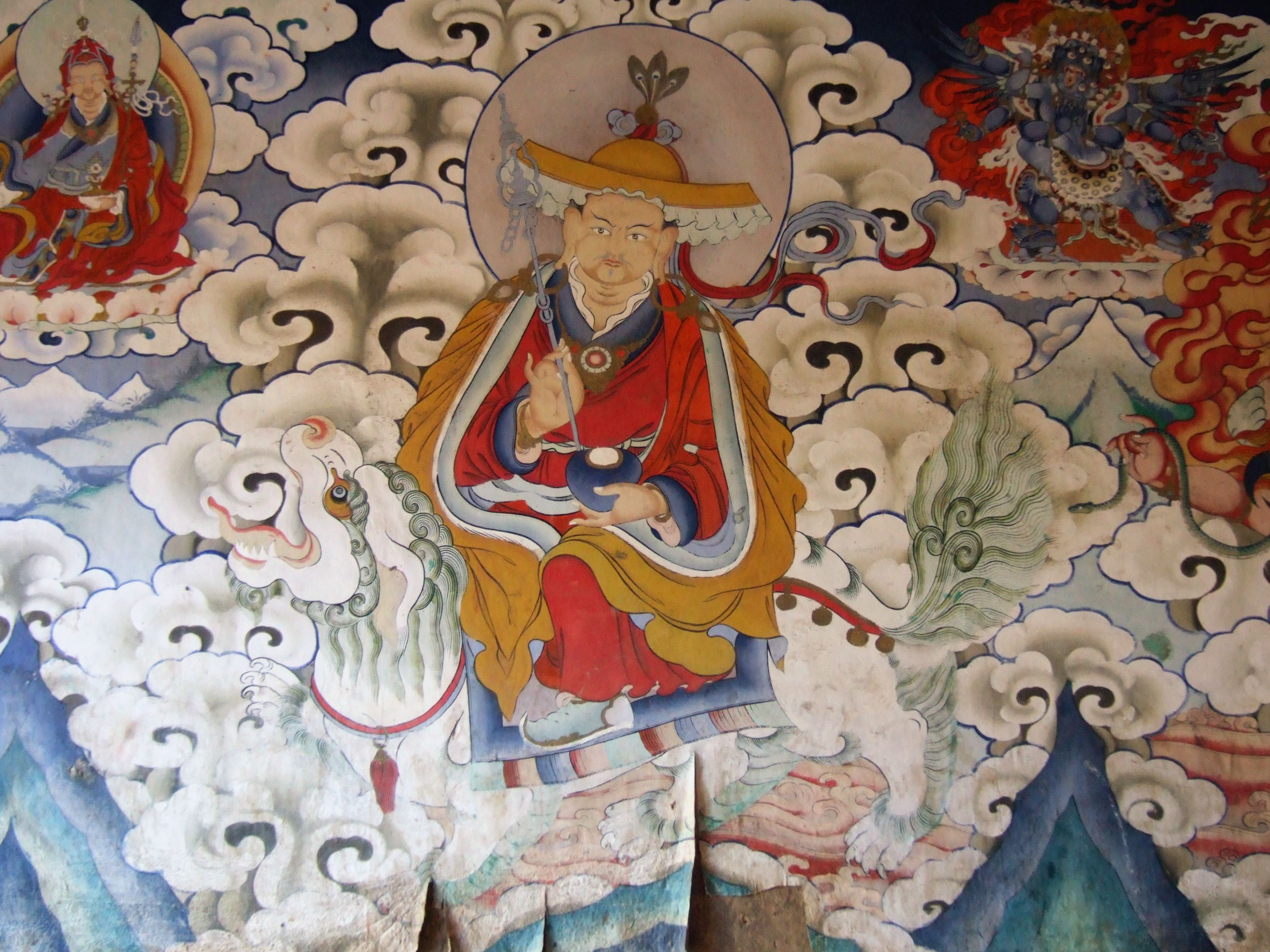
Detail eines Wandgemäldes im Tor des Klosters

## Feste

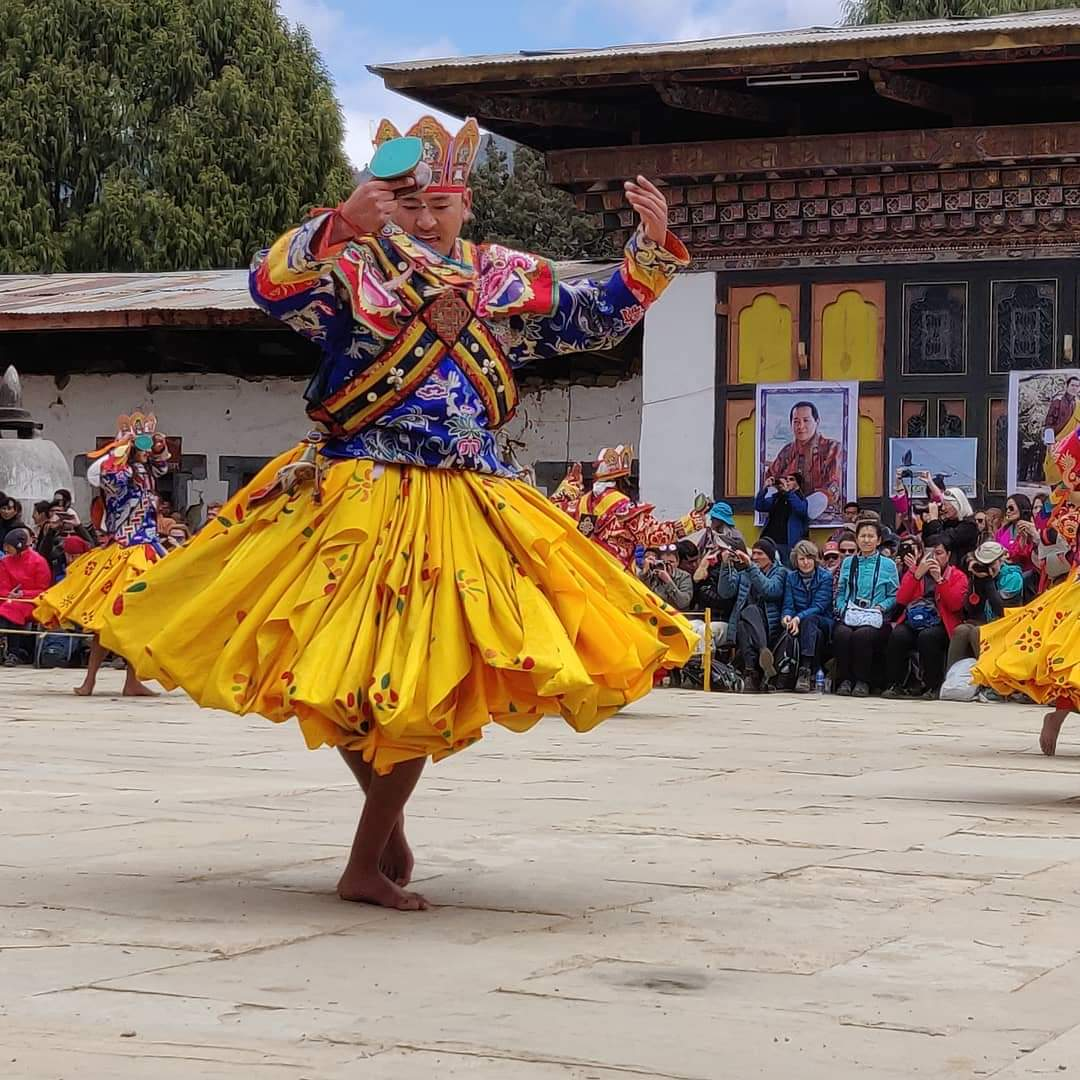
Das Kranichfest

Das Kranichfest, das die Ankunft der Schwarzhalskraniche vom tibetischen Plateau in den Wintermonaten feiert und von den Menschen als religiöser Segen wahrgenommen wird, ist nicht nur im Phobjika-Tal, sondern auch hier ein großes Ereignis im Kloster. Es findet jedes Jahr am 11. November statt. Am selben Tag ist auch der Geburtstag des ehemaligen Druk Gyalpo, Jigme Singye Wangchuck.
Tsechu, das in vielen buddhistischen Klöstern in Bhutan gefeiert wird, findet auch im Gangtey-Kloster statt. Es wird am 10. Tag eines Monats des Tibetischen Kalenders gefeiert. Das Festival zieht viele ausländische Touristen an.